# Джерман (Нью-Йорк)
Джерман (англ. German) — місто (англ. town) в США, в окрузі Ченанго штату Нью-Йорк. Населення — 308 осіб (2020).

## Демографія
Згідно з переписом 2010 року, у місті мешкало 370 осіб у 151 домогосподарстві у складі 98 родин. Було 278 помешкань
Расовий склад населення:
| - 93,5 % — білих - 2,2 % — азіатів - 1,1 % — чорних або афроамериканців |

До двох чи більше рас належало 2,7 %. Частка іспаномовних становила 2,7 % від усіх жителів.
За віковим діапазоном населення розподілялося таким чином: 23,2 % — особи молодші 18 років, 61,7 % — особи у віці 18—64 років, 15,1 % — особи у віці 65 років та старші. Медіана віку мешканця становила 42,2 року. На 100 осіб жіночої статі у місті припадало 105,6 чоловіків;  на 100 жінок у віці від 18 років та старших — 111,9 чоловіків також старших 18 років.
Середній дохід на одне домашнє господарство  становив 55 478 доларів США (медіана — 39 375), а середній дохід на одну сім'ю — 60 601 долар (медіана — 58 750). Медіана доходів становила 41 705 доларів для чоловіків та 26 667 доларів для жінок. За межею бідності перебувало 11,9 % осіб, у тому числі 8,8 % дітей у віці до 18 років та 14,1 % осіб у віці 65 років та старших.
Цивільне працевлаштоване населення становило 144 особи. Основні галузі зайнятості: освіта, охорона здоров'я та соціальна допомога — 26,4 %, виробництво — 16,0 %, роздрібна торгівля — 13,9 %.